# Staphylinus
Staphylinus is een geslacht van kevers uit de  familie van de kortschildkevers (Staphylinidae).

## Soorten
- Staphylinus caesareus Cederhjelm, 1798 (Goudgestreepte kortschildkever)
- Staphylinus afer Erichson, 1839
- Staphylinus affinis Solsky, 1868
- Staphylinus africanus Cameron, 1942
- Staphylinus agarici O. Müller, 1776

### Synoniemen
- Staphylinus affinis Paykull, 1789 => Atrecus affinis
- Staphylinus agilis Gravenhorst, 1806 => Philonthus agilis